# Ans van Zeijst
Anna Maria Elisabeth „Ans“ van Zeijst (* 28. Dezember 1906 in Utrecht; † 16. Februar 1988 in Baarn) war eine niederländische Designerin und Künstlerin, die unter anderem Besteck und Geschirr aus Silber entwarf, aber auch Grafiken und Möbelstücke gestaltete. Nach ihrem Eintritt ins Kloster wurde sie Schwester Theofoor (bzw. Théophore) genannt.

## Leben und Wirken

### Kindheit und Jugend
Als Tochter des Juweliers Johannes Abraham Bernardus van Zeijst (1880–1956) hatte Ans van Zeijst schon früh Kontakt zum Kunsthandwerk. Auch ihr Großvater war Juwelier und hatte das Unternehmen A. J. Cral in Utrecht gegründet. Ans van Zeijst wuchs mit ihrer Mutter Aletta Hermina Maria Goosselink, ihrem Vater und zwei älteren Brüdern (1903 und 1905 geboren) auf. Die Familie war stark religiös geprägt und Ans van Zeijst besuchte eine Zeit lang das Jerusalemer Internat der Ursulinenschwestern in Venray.
Im Alter von 13 Jahren ging sie ins Kloster der Schwestern Unserer Lieben Frau (SND) in Amersfoort. Dort blieb sie bis 1922 und kehrte dann zu ihren Eltern nach Utrecht zurück. Einen Monat später reiste sie bereits nach Godesberg ab, um dort im Internat St. Anthonius zu leben. 1924 setzte sie ihre Ausbildung in Venlo fort, wo sie für etwa vier Monate das Mädcheninternat des Ursulinenklosters Casino am Kaldenkerkerweg besuchte. Im Alter von 17 Jahren kam sie schließlich nach Utrecht zurück und begann ihre künstlerische Ausbildung.

### Künstlerische Ausbildung und Tätigkeit für Gerritsen & van Kempen

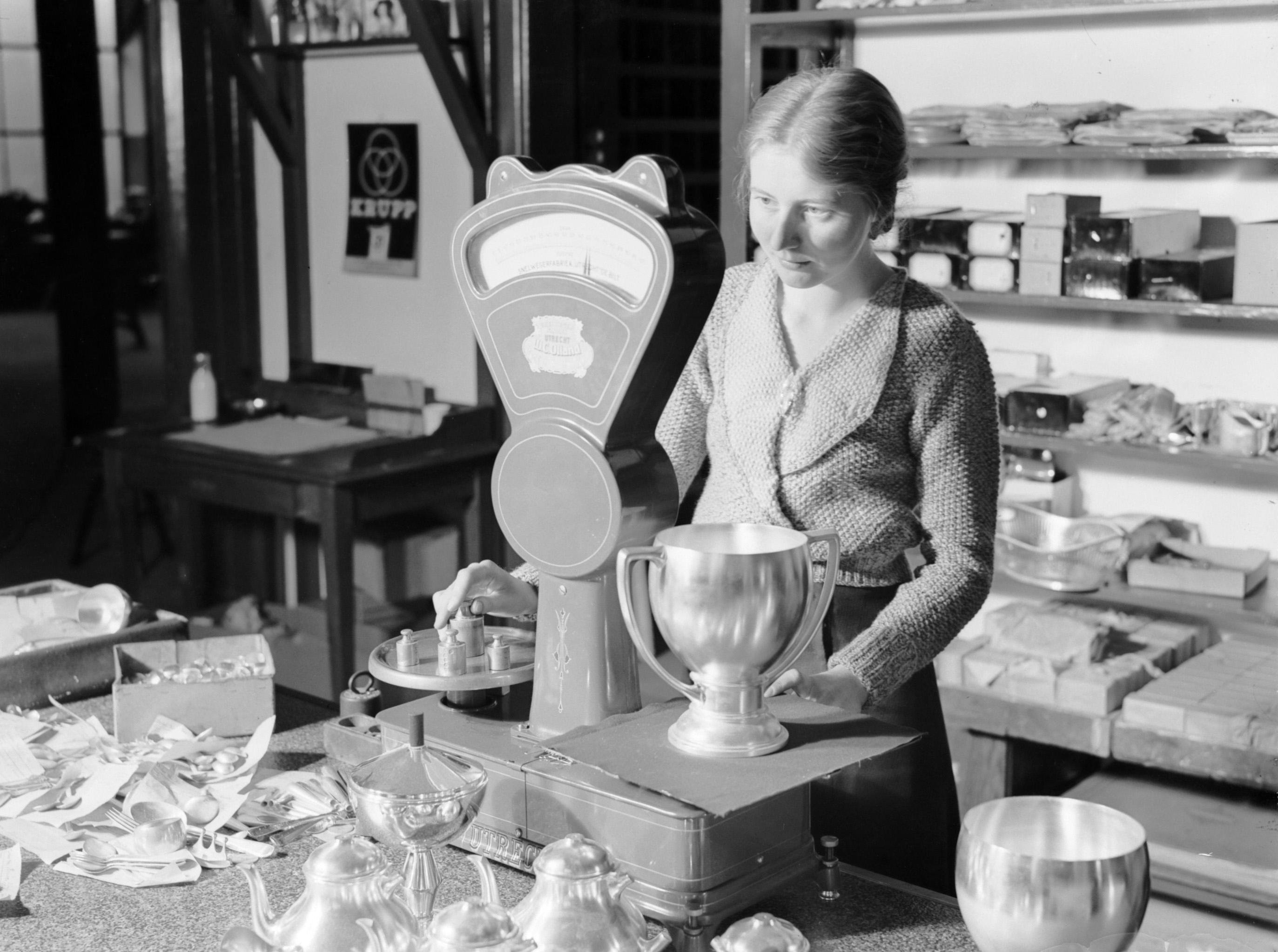
Junge Frau (möglicherweise Ans van Zeijst) wiegt Silberprodukte bei Gerritsen & van Kempen in Zeist, 1930

Ans van Zeijst besuchte Kurse für bildende Kunst an der Rijksakademie in Amsterdam, der Akademie der Schönen Künste in Den Haag und an einer Schule für angewandte Kunst in Arnheim. Während ihrer Ausbildung lebte sie in ihrem Elternhaus.
Ab 1930 war Ans van Zeijst als Designerin bei der Silberfabrik Gerritsen & van Kempen in Zeist angestellt, wo sie Geschirr und Besteck entwarf. 1931 studierte sie zwischenzeitlich an der Fachhochschule für die Edelmetallindustrie in Hanau, um kurz darauf den Designer H. J. Valk, der in den Ruhestand ging, als Leitung der Zeichenabteilung in Zeist abzulösen. Sie übernahm auch die grafische Gestaltung zweier Kataloge für das Silberwarenunternehmen. Nachdem sie ein Jahr von Valk angelernt worden war, leitete sie die Abteilung ein weiteres Jahr lang.

### Zeit im Kloster Regina Pacis
Im Jahr 1933 gab Ans van Zeijst ihre Stelle bei Gerritsen & van Kempen auf, um in das Benediktinerinnenkloster Priorat Regina Pacis in Schotenhof (Schoten) bei Antwerpen einzutreten. Das Management von Gerritsen & van Kempen stellte Gustav J. Beran als den Nachfolger der Designerin ein.
Ab 1934 begann van Zeijst, nachdem sie in Rom geweiht worden war, ihr Leben als Laienschwester und trug von nun an den Namen Schwester Theofoor (bzw. Théophore). Damit wählte sie einen ähnlichen Weg wie ihr Bruder Henri, der Mönch war. Ans van Zeijst wurde in die Niederlassung der Stiftung Vita et Pax in Cockfosters, London geschickt, wo sie die Leitung einer Kunstschule übernahm und sich im Grafikdesign übte. Zusätzlich entwarf sie Kirchenmobiliar.
1940 ließ Ans van Zeijst das klösterliche Leben vorübergehend hinter sich und zog zurück zu ihren Eltern. Ein Jahr später erhielt sie das Diplom in Werbekunst von der Vakschool voor Kunstambachten in Antwerpen und gründete anschließend ihre eigene Kommunikations- und Werbeagentur in Utrecht.

### Gründung einer Kommunikations- und Werbeagentur
Mit ihrer Kommunikations- und Werbeagentur in der Biltstraat in Utrecht war Ans van Zeijst – auch aufgrund der Förderung durch katholische Mäzene – sehr erfolgreich. Sie produzierte Geschirr, Druckgrafiken wie Plakate, Bucheinbände und Miniaturen. Nach 1945 war sie vermehrt für katholische Organisationen tätig.
So übernahm sie die Position als Hausgestalterin der Katholieke Arbeidersbeweging (KAB) und arbeitete für Organisationen wie Catholic Action, Rewon Life Force und die Catholic Home Front. Van Zeijst gestaltete einige katholische Zeitschriften.

### Zeit im Kloster in Maarsen
Um 1950 erhielt Van Zeijst einen Auftrag von den Sepulchrinerinnen-Nonnen des Priorats Emmaus in Maarssen. Sie trat dem Orden 1952 bei und nahm erneut ihren Namen Schwester Theofoor an. Sie war zwar weiterhin als Designerin tätig, widmete sich von nun an allerdings ausschließlich religiösen Objekten, die sie mit „Mon. Aug.“ – einem Kürzel für die den Namen der Ordensgemeinschaft „Monialen Augustinessen“ – zeichnete. Hieraus entwickelte sich eine eigene Marke als neue Einnahmequelle des Klosters und einige weitere Schwestern des Ordens begannen, an Ans van Zeijsts Seite in der Werkstatt zu arbeiten. Beliebt waren vor allem die hier entworfenen Kirchengewänder.
1960 zog die Kongregation in ein neues Kloster in Werkhoven, das zu großen Teilen von Ans van Zeijst entworfen und eingerichtet wurde. In den 1960er Jahren hatte sie mehr Freiraum für ihr eigenes Werk und schuf wieder einzelne unabhängige Arbeiten wie abstrakte Gemälde, in denen sie versuchte, ihre Christologie mit Darwins Evolutionstheorie in Einklang zu bringen. In dieser Zeit gestaltete sie auch große Wandteppiche, die soziale Themen verarbeiten. Sie schuf außerdem Gemälde, die von den Ideen Pierre Teilhard de Chardins inspiriert waren.
Ans van Zeijst blieb, bis sie in den späten 1970er Jahren zunehmend auf Hilfe angewiesen war, im Kloster aktiv, das sich in katholischen Kreisen als Anlaufstelle für religiöse Kunst etabliert hatte. Sie starb 1988 im Alter von 81 Jahren und wurde auf dem von ihr gestalteten Klosterfriedhof in Werkhoven beigesetzt.

## Werke

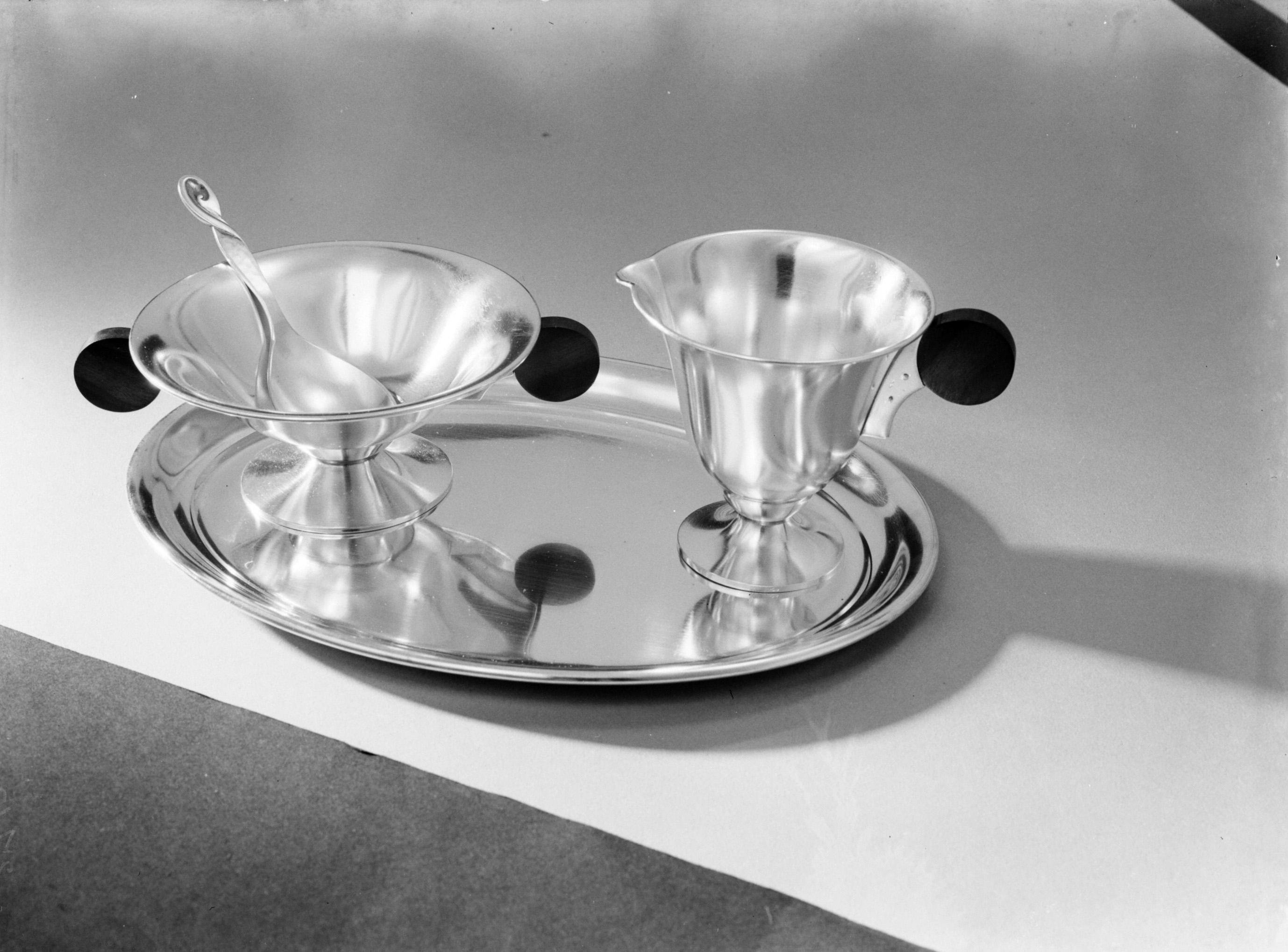
Silbernes Milchkännchen und Zuckerdose auf einem Tablett, Gerritsen & van Kempen, 1933 – möglicherweise Entwurf von Ans van Zeijst

Ans van Zeijst entwarf vor allem Silberobjekte für Gerritsen & van Kempen. Die Geschirr- und Besteckstücke werden als schlank und modern beschrieben, oft sind sie geometrisch gestaltet. Ihre Werke weisen sowohl Merkmale des Bauhauses als auch des Art déco auf und vereinen so zwei Stile, die in der Zwischenkriegszeit als modern galten.
- Silber-Besteckmodell 252 (für Gerritsen & van Kempen)
- Silber-Teeservice Pelikaan (für Gerritsen & van Kempen)
- Pokal, Silber (für Gerritsen & van Kempen), 1933, Bröhan-Museum, Berlin[5]
- Becher und Sahnegarnitur, Silber, 1932 und 1936, Van Kempen & Begeermuseum in Zoetermeer
- Teeservice, Silber mit Koromandelgriffen, 1933, Centraal Museum Utrecht
- Zuckerstreuer, Silber, 1933, Museum Boijmans Van Beuningen, Rotterdam
- Kindertasse, Silber, 1936, Sammlung Zilvervis
- Olivenlöffel Modell 252, Silber, 1936, Sammlung Zilvervis
- Spargelschöpfer Modell 252, Silber, 1936, Sammlung Zilvervis
- Spargelschöpfer Modell 300, Silber, 1938, Sammlung Zilvervis[2]
- Kirchenstuhl und -hocker, 1948–1950, Centraal Museum Utrecht[6]
- ein von der Katholiek Thuisfront („Katholische Heimatfront“) in Auftrag gegebenes Plakat für die niederländische Armee zur Zeit des indonesischen Unabhängigkeitskrieges, ca. 1946, Sammlung Katholisches Dokumentationszentrum, Nijmegen[4]
- grafische Gestaltung von zwei Katalogen für Gerritsen & van Kempen
- Exlibris für N. V. Paul Brand in Hilversum[2]

## Rezeption

### Ausstellungen
- 2004–2005: Zeist Zilver Werken. 100 Jahre Silberindustrie im Slot Zeist (Gastkuratorin A. Krekel-Aalberse)[2]
- 2015: Ans van Zeijst / Schwester Theofoor (1906–1988). Gestalter des katholischen Wiederaufbaus der Nachkriegszeit im Katholiek Documentatie Centrum[4]
- 2022: Ansehen! Kunst und Design von Frauen 1880–1940 im Bröhan-Museum – Landesmuseum für Jugendstil, Art Deco und Funktionalismus, Berlin[7]